# André Viger
Pour les articles homonymes, voir Viger.
André Viger C.Q., O.C. est un marathonien en fauteuil roulant et homme d'affaires québécois, né le 27 septembre 1952 à Windsor (Ontario) et mort le 1er octobre 2006 à l'âge de 54 ans.

## Biographie
Il est devenu paraplégique en 1973, à l'âge de 20 ans. Il a été victime d’un grave accident de la route qui lui fait perdre l’usage de ses jambes.  Il a habité au Québec de 1953 jusqu'à sa mort.

André Viger a participé à toutes les éditions des Jeux paralympiques de Los Angeles en 1984 à Atlanta en 1996. 

## Honneurs
- 1983 : Vainqueur du marathon de Montréal
- 16 avril 1984 : vainqueur du marathon en fauteuil roulant de Boston[3]
- 1985 : Prix Vanier
- 1986 : Personnalité de l’année au Gala Excellence la Presse
- 1986 : Prix Maurice-Richard de la Société Saint-Jean-Baptiste de Montréal
- 1987 : Chevalier de l’Ordre national du Québec[4]
- 1989 : Officier de l’Ordre du Canada
- 2001 : Intronisé au Panthéon des sports du Québec